# Willy el Gorrión
Willy el Gorrión (En húngaro Vili, a veréb y en inglés Willy the Sparrow) 16 de noviembre de 1989, es un largometraje húngaro animado dirigido por József Gémes. La adaptación en inglés fue dirigida por Scott Murphy y producida por Feature Films for Families el 16 de noviembre de 1989. La película fue lanzada en DVD el 4 de febrero de 2004.

## Argumento
La película comienza presentando a un niño de unos 10 años de edad llamado Willy que disfruta disparando a los gorriones con su tirachinas hasta que lo convierten en un gorrión. Willy está perdido debido a que no sabe volar, y un gorrión viejo nombrado Cipur le enseña a Willy cómo volar. A cambio Willy enseña a Cipur a leer. Más adelante, Willy ayuda a un grupo de gorriones a volver a su hogar.

## Reparto

### Doblaje original
- Levente Igaz - Vili (Willy)
- József Székhelyi - Cipúr (Cipur)
- Klári Tolnay - Verbéna (Guardia de los gorriones/Sparrow Guardian)
- Eszter Kárász - Füles (Tanya)
- Tibor Szilyági - Krampusz (Negrito/Blacky)
- Cecília Esztergályos - Cili (Hermanita/Sissy)
- Sándor Suka - Zsózsó (Otto)
- Zoltán Benkóczy - Degesz (Skinny)
- Mátyás Usztics - Spagyi (Roja/Red)
- Péter Tihanyi - Guri (Lientes/Specs)
- József Gyabronka - Csures (T.J.)
- Zóltan Bor - Sunya (Chiquito/Stubby)
- István Hatfaludy - Züfec (Gordito/Tubby)
- Ildikó Kilin - Csiri (Amy)
- Ildikó Hüvösvölgyi - Csiperke (Julia/Julie)

### Doblaje inglés
- Aaron Bybee - Willy
- Dave Jensen - Cipur
- Barta Heiner - Guardia de los gorriones (Sparrow Guardian)
- Sarah Schaub - Tanya
- Rick Macy - Negrito (Blacky)
- Cindy Overstreet - Hermanita (Sissy)
- Scott Swofford - Otto
- Jeff Olsen - Skinny
- Devin Healy - Roja (Red)
- Ryan Healy - Lientes (Specs)
- Cody Harward - T.J.
- Ryan Osorio - Chiquito (Stubby)
- Wade Wisan - Gordo (Tubby)
- Laura Schulties - Amy
- Lisa Dodge - Julia (Julie)